# Sandhamn, Helsingfors

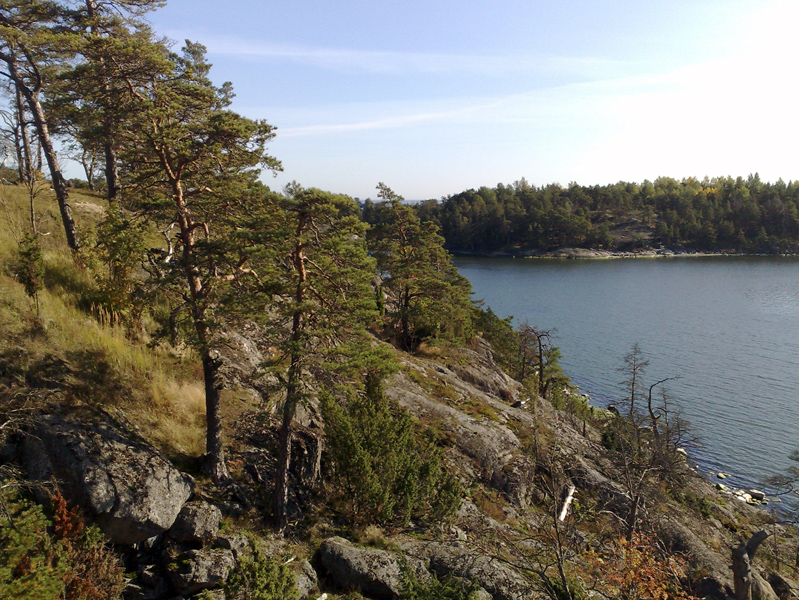
Sandhamns sydvästra strand.

Sandhamn (finska: Santahamina) är en ö och en stadsdel med militärförläggning i Degerö distrikt i Helsingfors stad. Ön är förbunden med Degerö via en bro i Hästnässund. Västerut ligger bland annat Kungsholmen.
I Sandhamn finns Försvarshögskolan, Gardesjägarregementet och Sveaborgs kustregemente. Ön är helt och hållet ett stängt militärområde och man kommer dit endast med specialtillstånd. Cirka 1 500 beväringar gör sin värnplikt på Sandhamn och Försvarshögskolan har cirka 500-750 studerande. Antalet fasta invånare är cirka 500. Det finns över tusen arbetsplatser på Sandhamn, men enligt statistiken endast 200. Bland dessa finns stadens anställda i daghemmet och lågstadiet.
Det finns flera historiskt värdefulla byggnader på Sandhamn, samt en unik natur. Det hävdas att tack vare arméns närvaro och utomståendes frånvaro har miljön och byggnadsbeståndet kunnat bevaras i ett ursprungligt skick.
Det har funnits diskussioner om att armén borde lämna ön och överlåta den till Helsingfors stad för bostadsbyggande. Man har talat om att upp till 50 000 människor kunde bo på Sandhamn. Armén tänker ändå inte lämna ön inom den närmaste framtiden. 

## Historia
Sandhamn, som steg ur havet för 4 500 år sedan var en handelsplats och haltpunkt för vikingar och andra sjöfarare. Fast bosättning uppstod på ön under 1200-talet. Den första skriftliga uppgiften om Sandhamn härstammar från ett brev från år 1423.
När Gustav Vasa planerade att grunda en ny handelsstad vid Finska viken år 1548 lutade det först mot Sandhamn. Projektet strandade på grund av en hård vinter och brist på landförbindelse, samt lokalbefolkningens motstånd. I stället grundades Helsingfors år 1550. Helsingfors läge vid Gammelstadsfjärden var dåligt och när man på 1630-talet planerade att flytta staden dök alternativet Sandhamn upp på nytt. Inte heller den här gången blev det en stad på Sandhamn på grund av samma motstånd och Helsingfors flyttades i stället till Estnäs år 1640. Samtidigt ersatte namnet Helsingfors Sandhamn på sjökort och handeln minskade. I stället uppstod det två fiskar- och lotsbyar på Sandhamn med ett tjugotal invånare vardera. 
Sandhamn har också fungerat som begravningsplats under epidemier i Helsingfors och på Sveaborg på 1700- och 1800-talen. Den sandiga jorden är lätt att gräva i. 
Under Hattarnas krig år 1741 byggde Ryssland kanonbatterier på Sandhamn. Under Finska kriget 1808 erövrade ryssarna Sandhamn och befäste ön. Sveaborg kunde sedan beskjutas från Sandhamn. Efter att Ryssland erövrat Finland blev de ryska trupperna kvar på Sandhamn. Den första kasernen byggdes i slutet av 1820-talet nära ett sandfält som är känt som Sahara. 
En stor del av Sveaborgs och Helsingfors byggnadsmaterial under 1800-talet härstammar från Sandhamn, där man hämtade sand och tillverkade tegelstenar av leran på ön. Under Krimkriget blev ön en viktig bas för kanoner och 1 100 soldater vistades på Sandhamn. Av dem var cirka 700 finländare. En stor del av konstruktionerna från denna tid finns kvar och är klassade som fornminnen.
Efter Finlands självständighet fortsatte Sandhamn att vara en militärö. Under andra världskriget spelade Sandhamn en viktig roll mot de ryska bombningarna av Helsingfors.
Sandhamn har beskrivits med många namn under historiens lopp: Santhavne (1423) - Santhaven (1429) - Sandhaffn (1431) - Sandhamffn (1509) - ssant hauwen (1530) - Sandhampn (1548) - Sandhammer (-1550) - Sandhamn (1571) - Sandhampnby (1593) - Santam (1592) - Sandöö (1650) - Sandholm (1690) - Sandhams Landet (1749) - Sandhamns ö (1749) - Ostrov Lagernyi (1808-1890) - Ostrov Sandam (1890-1917) - Sandhamn (1900-talet) - Santasatama (början av 1900-talet) - Santahamina (1918) - Sandham (1920) - Sandhamns Ö (1921) - Santahamina (1946 officiellt)